# 前提
前提（英語：premise，或称）是一个命题，它是一个真实或虚假的陈述，在论证中用于证明另一个命题的真实性，这个命题称为结论。论证由一组前提和一个结论组成。
一个论证只有在其所有前提都为真时，才对结论具有意义。如果一个或多个前提为假，那么这个论证无法说明结论是否为真。例如，例如，仅仅一个错误的前提并不足以否定论证的结论。如果这样假设，则犯了“否定前件”的形式谬误。证明一个命题为假的一种方法是构造一个合理的论证，并得出一个与该命题相反的结论。
一个论证是合理的，并且其结论在逻辑上成立（即为真），当且仅当该论证是有效的，并且其前提为真。
一个论证是有效的，当且仅当无论何时其所有前提为真，结论也必须为真。如果存在一种逻辑解释，在这种情况下所有前提为真，但结论却为假，那么该论证就是无效的。
判断论证质量的关键在于确定它是否有效且合理。也就是说，要看其前提是否为真，以及这些前提的真实性是否必然导致结论为真。

## 例子
起於「所有人類都終有一死（或都是凡人）」
以及「所有希臘人都是人類」
而後「所有希臘人都終有一死（或都是凡人）」。

前兩個陳述是前提，後一個陳述是結論。